# Numbers From The Beast
Numbers From The Beast е трибют албум за Iron Maiden, издаден през 2005 г. С него се отбелзва 25-годишнината от издаването на първия албум на групата. Песните се изпълняват от водещи имена в хевиметъла. Продуценти са Боб Кулик и Брет Чейсън. Обложката е направена от Дерег Ригс (създателя на талисмана на Maiden Еди). Третата песен е изпълнена от оригиналния певец на групата Пол Ди'Ано, който изпълнява и оригиналната версия.